# Manuela Giugliano
Manuela Giugliano (født 18. august 1997) er en kvindelig italiensk fodboldspiller, der spiller angreb for italienske Roma i Serie A og Italiens kvindefodboldlandshold.
Hun har tidligere spillet for italienske Milan, Brescia, ASD Mozzanica, ASD Torres Calcio og ACFD Pordenone og vundet en Coppa Italia og Supercoppa Italiana.
Hun debuterede på det italienske A-landshold i 2014 og hun blev udtaget af den italienske landstræner, Milena Bertolini, til VM i fodbold for kvinder 2019 i Frankrig.
Hun var med til at vinde Coppa Italia i maj 2021, efter at have slået AC Milan på straffeparksafgørelse i finalen.

## Meritter

### Klub
Brescia
Italian Supercup(1): Vinder, 2017.
Roma
Italian Cup(1): Vinder, 2020-21.